# Volkspark Dutzendteich

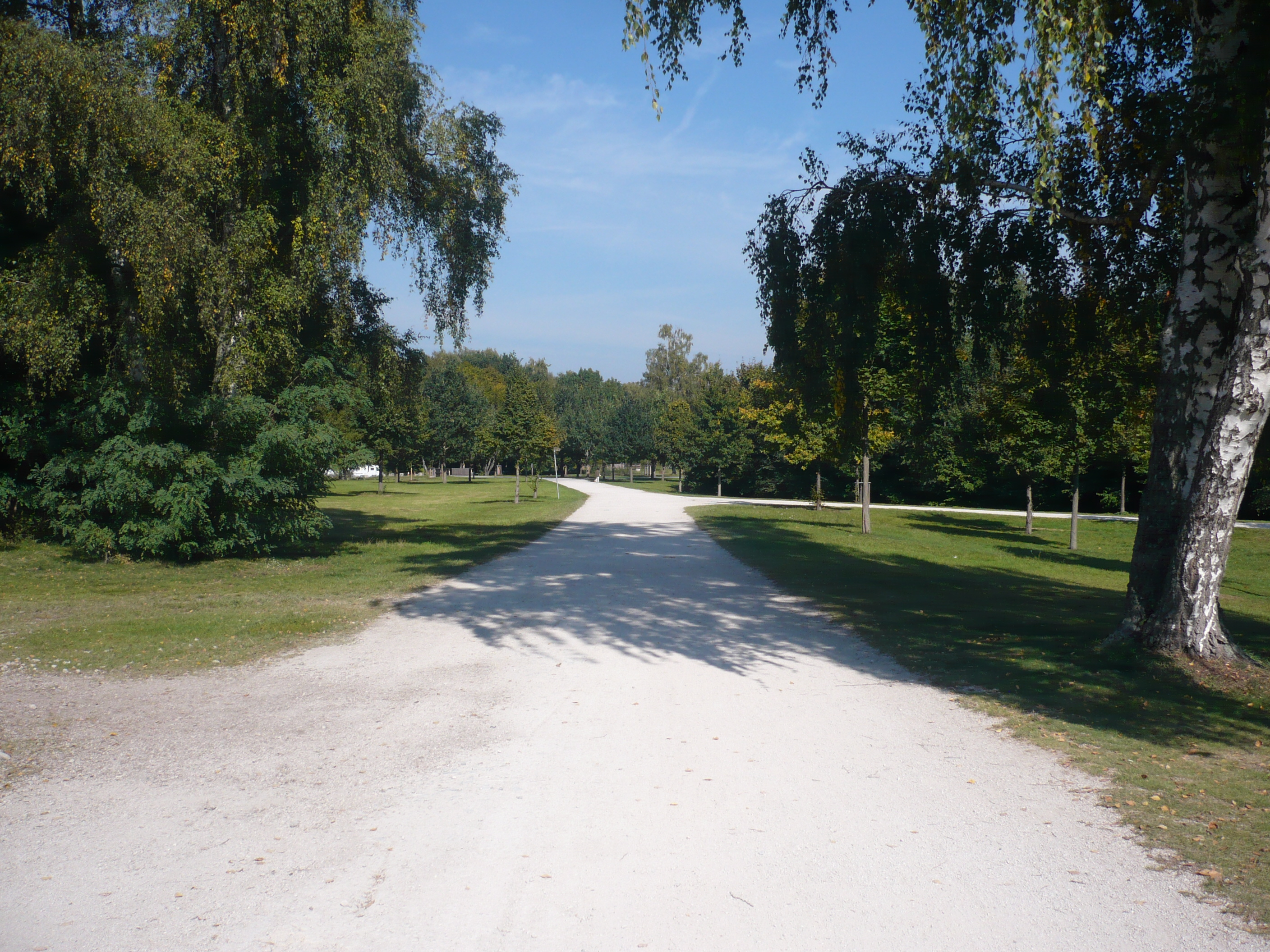
Volkspark Dutzendteich

Der Volkspark Dutzendteich ist der größte Park in Nürnberg rund um den Kleinen und den Großen Dutzendteich sowie den Silbersee.

## Lage
Der Volkspark Dutzendteich liegt im Nürnberger Südosten und erstreckt sich zwischen Münchner Straße, Bayernstraße bis zum Messegelände, den Nummernweihern und dem Nürnberger Campingplatz im Süden.
Im Osten reicht es bis zum Sport- und Veranstaltungsgelände mit der Arena-Halle und dem Max-Morlock-Stadion.
Der Volksfestplatz im Norden und die kleine, nach dem Zweiten Weltkrieg errichtete Siedlung an der Oskar-von-Miller-Straße gehören nicht zum Volkspark – dafür aber der Uferbereich entlang der Kongresshalle.
Im Norden führt vom Volksfestplatz eine (von dem Mäzen Kurt Klutentreter gestiftete) Fußgängerbrücke über die Bayernstraße zum Luitpoldhain. Gemeinsam mit dem Luitpoldhain hat der Volkspark eine Größe von 133,6 ha.

## Geschichte
Schon im 17. Jahrhundert entwickelte sich der Dutzendteich zum Ausflugsziel: 1638 wurde hier zum ersten Mal das Schankrecht
erteilt und 1713 am Nordwestufer das „Wirtshaus am Dutzendteich“ erbaut. 1813 konnte man auf Gondeln und Kähnen fahren, im
Winter Schlitten fahren oder auf Schlittschuhen laufen.

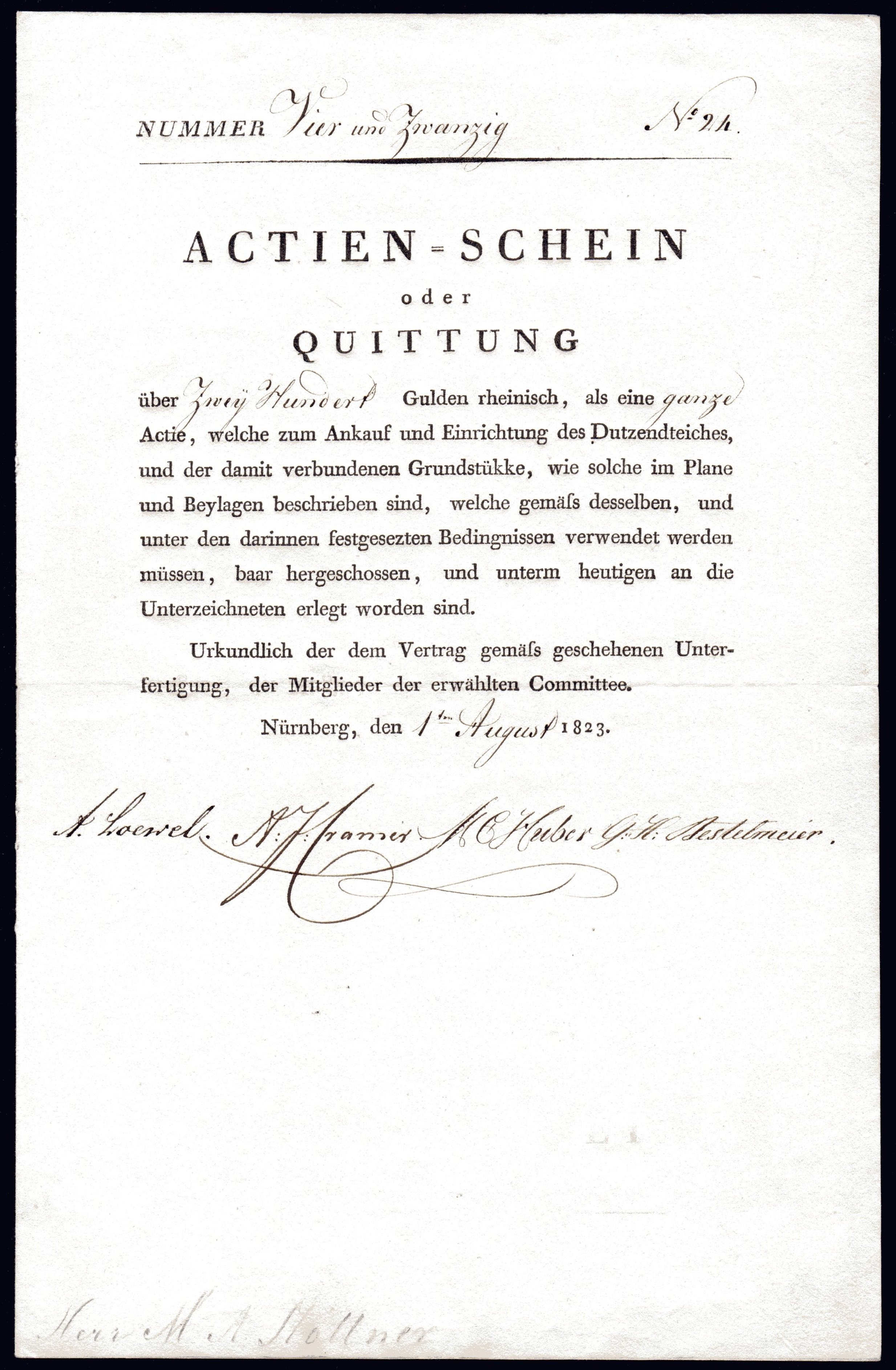
Gründeraktie der Dutzendteich-Park-AG vom 1. August 1823

Nach Verkauf des Geländes wurde 1823 die „Dutzendteich-Park-Actiengesellschaft“ gegründet mit dem Ziel, den Dutzendteich
als „Stätte der Erholung und des Vergnügens … zu erhalten und zu verschönern.“ Sie bestand bis 1941. Das Gebiet wurde für den Verkehr erschlossen: die Bahnstation Dutzendteich entstand 1870, seit 1882 verkehrte die Pferdebahn und wurde 1896 durch die elektrische Straßenbahn ersetzt. Weitere Gasthäuser siedelten sich in der Nachbarschaft an und anstelle des „Wirtshauses am Dutzendteich“ wurde 1899 das „Park-Café-Wanner“ erbaut.
1899 und 1905 wurden die Flächen um den Dutzendteich nach Nürnberg eingemeindet.
1906 wurde die Landesausstellung am Dutzendteichgelände ausgerichtet. Als Attraktion wurde am Südufer ein Leuchtturm mit Aufzug und Aussichtsplattform erbaut, der auch die typischen Scheinwerfersignale aussandte. Das beliebte Bauwerk wurde im Oktober 1935 für den Bau der Kongresshalle Nürnberg von den Nationalsozialisten gesprengt.
Der Tiergarten wurde 1912 auf einem Teil des Geländes der Jubiläumsausstellung und an den sogenannten Nummerweihern angesiedelt.
Im Gebiet östlich des heutigen Volksparks entstand ab 1923 ein Sport- und Erholungsgelände mit dem Städtischen Stadion, dem heutigen Stadion Nürnberg. Dazu gehörte das Zeppelinfeld, auf dem 1909 Ferdinand Graf von Zeppelin mit einem Luftschiff landete. Diese Areale liegen aber nicht auf dem Gebiet des Volksparks.
Das NS-Regime wählte Dutzendteichgelände und Luitpoldhain für ihr Projekt Reichsparteitagsgelände – nicht zuletzt wegen der guten Verkehrsanbindung. Für die Kongresshalle musste der Leuchtturm weichen und der Dutzendteich wurde an dieser Stelle aufgeschüttet. Durch den Bau der Großen Straße wurde das Gewässer in den kleinen und den großen Dutzendteich zerschnitten. Weiter südlich wurde mit dem Bau des Deutschen Stadions begonnen und die Baugrube ausgehoben. Die Planungen der Nationalsozialisten umfassten auch das benachbarte Zeppelinfeld und das Märzfeld. Nach Kriegsbeginn endeten 1939/40 die Bauarbeiten. Die Baugrube des Deutschen Stadions lief mit den Jahren mit Wasser voll. Daraus entstand der Silbersee. Das gesamte Areal des Dutzendteichgeländes sowie der Luitpoldhain stehen unter Denkmalschutz.
Das Dutzendteichgelände wurde nach Ende des Zweiten Weltkriegs wieder zu einem Naherholungsgebiet. Bis 1951 wurde der südliche Teil des Silbersees bis auf Bodenniveau mit Abfällen, Sondermüll und Trümmerschutt verfüllt und die Hochdeponie Bauernfeindstraße, der heutige Silberbuck, errichtet. 1962 wurde der 356 m hohe Berg begrünt. Silbersee und der Aussichtsberg Silberbuck wurden Teil des Parks.

## Heute

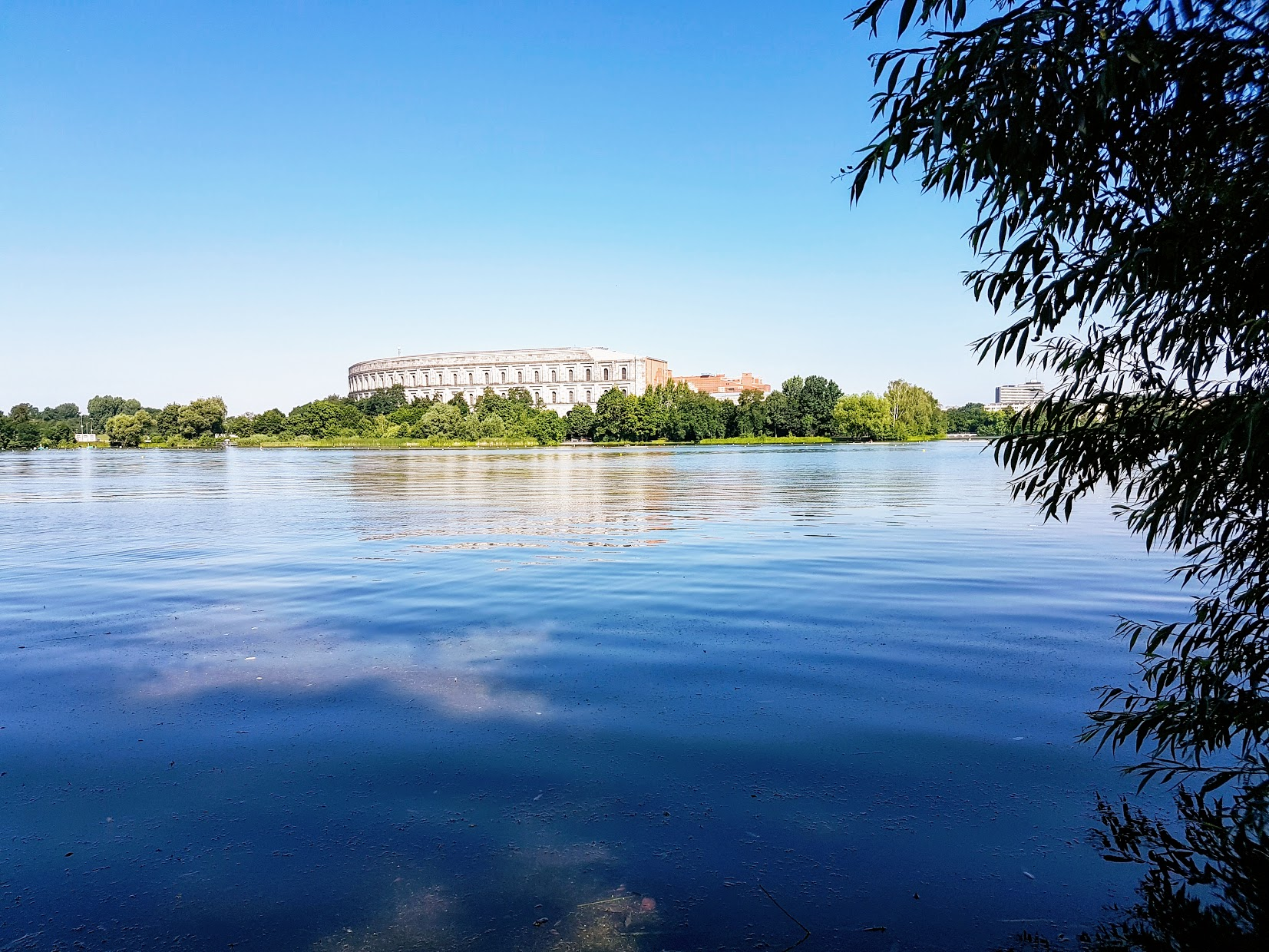
Blick über den Großen Dutzendteich zur Kongresshalle (2017)

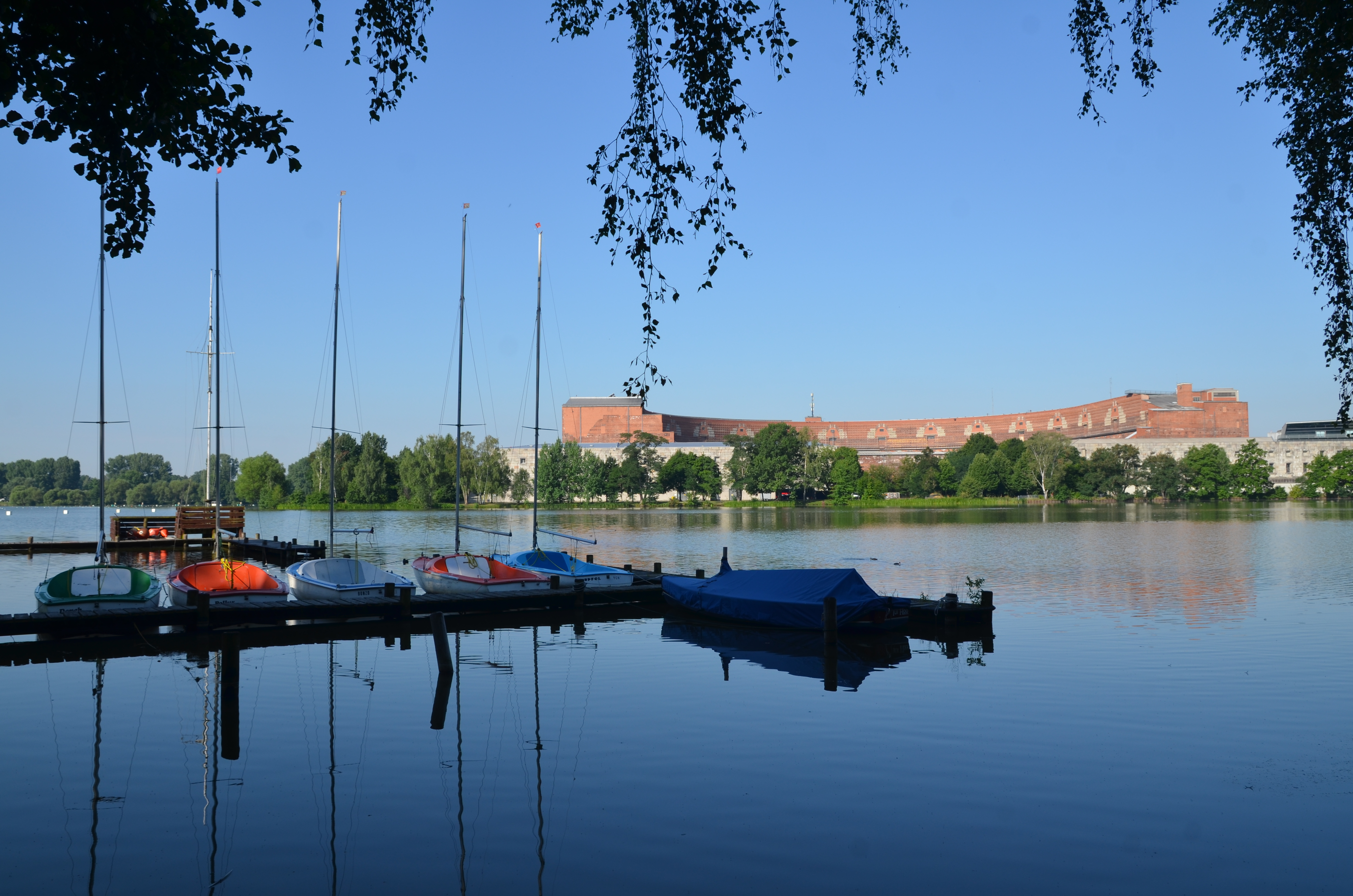
Segelboote auf dem Großen Dutzendteich (2017)

Der „Volkspark Dutzendteich“ wird heute am Ufer von Spaziergängern, Radlern, Skatern, und Joggern genutzt; auf dem Wasser gibt es in den Sommermonaten einen Bootsverleih mit 60 Tret- und Ruderbooten und im Winter kann Schlittschuh gelaufen werden. Das Club- und Bootshaus des Yacht- und Segelclubs Nürnberg befindet sich am Nordufer.
Das Dokumentationszentrum Reichsparteitagsgelände hat einen mit Hinweistafeln ausgestatteten Weg durch das Gelände rund um den Dutzendteich gestaltet.
Für zahlreiche Tiere und Pflanzen der sogenannten Roten Liste dient das Gebiet als Schutzzone. Für Spaziergänger wurde ein Naturlehrpfad mit 15 Stationen eingerichtet.
Zweimal im Jahr locken Großveranstaltungen: Das Rennen auf dem DTM-Stadtkurs Norisring (ehem. „200 Meilen von Nürnberg“) und das Musikfestival Rock im Park, bei dem Tausende von Fans mehrere Tage rund um den See zelten.
Teilflächen des Volksparks mussten wiederholt gegen Ausbaupläne des im Süden angrenzenden Messegeländes behauptet werden, andere Parkbereiche zwischen der Großen Straße und Silberbuck wurden mit Infrastruktureinrichtungen der Messe bebaut.